# Рено (Парма)
Рено је насеље у Италији у округу Парма, региону Емилија-Ромања.
Према процени из 2011. у насељу је живело 175 становника. Насеље се налази на надморској висини од 510 м.